# Jiří Panoš
Jiří Panoš (15 novembre 2007) è un calciatore ceco, centrocampista del Viktoria Plzeň.

## Carriera

### Club
Paluska è cresciuto nel settore giovanile del Viktoria Plzeň, con cui ha firmato il primo contratto professionistico il 19 luglio 2024. Ha debuttato in prima squadra il giorno successivo nell'incontro di 1. liga vinto 3-1 contro il Dukla Praga. Ha segnato il suo primo gol l'8 agosto seguente nell'incontro di UEFA Europa League vinto 2-1 contro l'Hirnyk Kryvyj Rih.

### Nazionale
Ha giocato con le nazionali giovanili ceche Under-15, Under-16 e Under-17.

## Statistiche

### Presenze e reti nei club
Statistiche aggiornate al 6 marzo 2025.
| Stagione        | Squadra         | Campionato      | Campionato | Campionato | Coppe nazionali | Coppe nazionali | Coppe nazionali | Coppe continentali | Coppe continentali | Coppe continentali | Altre coppe | Altre coppe | Altre coppe | Totale | Totale | Totale |
| Stagione        | Squadra         | Comp            | Pres       | Reti       | Comp            | Pres            | Reti            | Comp               | Pres               | Reti               | Comp        | Pres        | Reti        | Pres   | Reti   |        |
| --------------- | --------------- | --------------- | ---------- | ---------- | --------------- | --------------- | --------------- | ------------------ | ------------------ | ------------------ | ----------- | ----------- | ----------- | ------ | ------ | ------ |
| 2024-2025       | Viktoria Plzeň  | 1L              | 12         | 0          | CRC             | 1               | 0               | UEL                | 6                  | 1                  | -           | -           | -           | 19     | 1      |        |
| Totale carriera | Totale carriera | Totale carriera | 12         | 0          |                 | 1               | 0               |                    | 6                  | 1                  |             | -           | -           | 19     | 1      |        |